# Bror Carlsson
Bror "Brollan" Oscar Eugen Carlsson, född 28 juni 1897, död 20 februari 1986 i Västra Frölunda församling, var en svensk fotbollsspelare (anfallare) som på 1920-talet spelade för Gais och Örgryte IS.

## Karriär
Carlsson inledde sin fotbollskarriär i IK Virgo. Han gick snart till Gais, och stod säsongen 1922/1923 på toppen av sin karriär: Gais tog SM-guld 1922, och Carlsson gjorde två mål i semifinalen mot Djurgårdens IF  följt av samtliga Gais tre mål i finalen mot Hammarby IF. Han gjorde ett straffmål i finalen mot AIK i svenska serien 1922/1923, och var med och vann den allra första allsvenskan med Gais 1924/1925.
Efter säsongen 1925/1926 lämnade Carlsson Gais, och efter en kort sejour i IFK Uddevalla spelade han säsongen 1928/1929 för Örgryte IS, där han gjorde 20 mål på 16 matcher. Han spelade för Öis även säsongen därpå, då det blev tre mål på tre matcher.
Bror Carlsson gjorde åren 1923–1924 sex A-landskamper och gjorde två mål.
Carlsson är begravd på Örgryte nya kyrkogård.